# Рента (экономика)
Ре́нта — любой доход, отличный от трудового дохода и дохода от вложений капитала. Извлечение ренты, в отличие от труда и инвестиций, не увеличивает национального богатства. В лучшем случае рента никак не помогает росту и эффективности экономики, а в худшем — наносит вред.

## Историческое представление о ренте
Понятие ренты впервые подробно изучил английский экономист XVIII в. Дэвид Рикардо. В рамках своей трудовой теории стоимости Рикардо трактовал ренту как «добавочный доход, получаемый предпринимателем сверх определённой прибыли на затраченные труд и капитал». По мнению Рикардо «образование ренты обусловлено более благоприятными условиями, в которых один предприниматель находится перед другим, например, обрабатывает лучший участок земли, обладает привилегией и т. д.» Ср. соч. Д. Рикардо, пер. Н. Зибера (1882).
Рикардо выделял два вида ренты: Дифференциальная рента I и Дифференциальная рента II
Дифференциальная рента I по Рикардо связана с различиями в плодородии и местоположении земельных участков. Индивидуальная цена производства единицы земледельческого продукта с лучших участков оказывается более низкой, так как труд, приложенный к более плодородной почве, при прочих равных условиях более производителен или расходы по доставке на рынок с.-х. товаров с ближе расположенных к нему земельных участков ниже, чем с более отдалённых. Реализуются же с.-х. товары по общественной цене производства, которая в сельском хозяйстве выражает общественную стоимость этих товаров и определяется условиями производства на худших земельных участках. Это обусловливается тем, что количество земли ограничено, а с.-х. продуктов, производимых только на относительно лучших участках, недостаточно для покрытия общественного спроса на них, рынок предъявляет спрос также на продукты, производимые на средних и худших участках. Капиталистические фермеры, ведущие хозяйство на лучших и средних землях, реализуя продукцию по рыночным ценам, получают добавочную прибыль, которая в форме Дифференциальной ренты на основе права собственности на землю присваивается землевладельцем (независимо от того, является им частное лицо или капиталистическое государство). Дифференциальная рента I исторически возникла раньше дифференциальной ренты II, которая растёт с развитием интенсивного земледелия, а также по мере развития сети путей сообщения и промышленных центров.
Дифференциальная рента II по Рикардо представляет собой добавочную прибыль, возникающую в результате последовательных вложений капитала в землю. Она неразрывно связана с интенсификацией сельского хозяйства, является её важнейшим экономическим результатом. Повышение массы и нормы Дифференциальной ренты II создаётся ростом производительности добавочных вложений капитала, тенденция к которому, вопреки так называемому закону убывающего плодородия почвы, в условиях научно-технического прогресса становится главной и определяющей. Получаемая в результате добавочных вложений капитала сверхприбыль до окончания арендного договора достаётся фермеру-арендатору. Но при заключении нового арендного договора землевладелец, в силу господства монополии частной собственности на землю, присваивает себе эту добавочную прибыль путём повышения арендной платы, то есть получает часть Дифференциальная рента II. Это является основой борьбы капиталистов-арендаторов с землевладельцами за сроки аренды земли.
Виды ренты по Рикардо / Марксу
- Мёртвая рента — арендная плата, которая выплачивается за неиспользуемую собственность.
- Земельная рента — цена, уплачиваемая за использование ограниченного количества земли и других природных ресурсов.
- Финансовая рента — ряд последовательных фиксированных платежей, производимых через равные промежутки времени.
- Природная рента — добавочный доход, получаемый сверх определённой прибыли на затраченные труд и капитал.
- Государственная рента — вид государственного займа.
- Монопольная рента

Коммутация ренты
Коммутация ренты (по Рикардо/Марксу) — переход натуральных повинностей к денежной; переход от нефиксированной, ненормированной в регулярные повинности.
Процесс, наблюдающийся в европейских странах XII, XIII, XIV вв. Не происходит единовременно, так как долгий процесс.
В XII, XIII, XIV вв наблюдались следующие виды Повинностей:
- ненормированные (не всегда);
- чрезвычайные (например, вследствие войн, но впоследствии применяют чаще);
- нормированные;
- ограничение чрезвычайных поборов (оговариваются точные факты этих поборов, то есть когда можно собрать).

## Современное состояние вопроса
Американский экономист, лауреат Нобелевской премии Джозеф Стиглиц определяет ренту как «любой доход, отличный от трудового дохода и дохода от вложений капитала» .
В качестве примеров ренты Стиглиц называет доходы от природных ресурсов, монопольные прибыли и доходы от интеллектуальной собственности. С точки зрения экономики, разница между доходом от труда и рентой заключается в том, что трудовая деятельность увеличивает размер национального дохода, а рента — нет. В отличие от трудящихся, владельцы земли или другого генерирующего ренту актива, например, полезных ископаемых, получают плату просто потому, что они владеют этой землёй или активом. Деятельность собственника, в общем случае, ничего не добавляет к национальному доходу, тем не менее он может получать большой доход.
Экономическая роль ренты
Извлечение ренты, в отличие от труда и инвестиций, не увеличивает национального богатства: в лучшем случае рента никак не помогает росту и эффективности, а в худшем — наносит вред. Этот вред определяется тем, что экономика, основанная на извлечении ренты, например от эксплуатации природных богатств страны, лишает привлекательности экономическую деятельность, составляющую основу реального создания богатства. Стиглиц пишет:
Если талантливых людей в обществе привлекать к погоне за рентой — например, к получению денег за счет использования власти, обдирания других в финансовом секторе, участия в азартных играх или других безнравственных видах деятельности, — то меньше талантов будет заниматься фундаментальными исследованиями, производством
реально нужных товаров и услуг, а также другими видами деятельности, которые увеличивают богатство нации.